# Mercedes-Benz 107

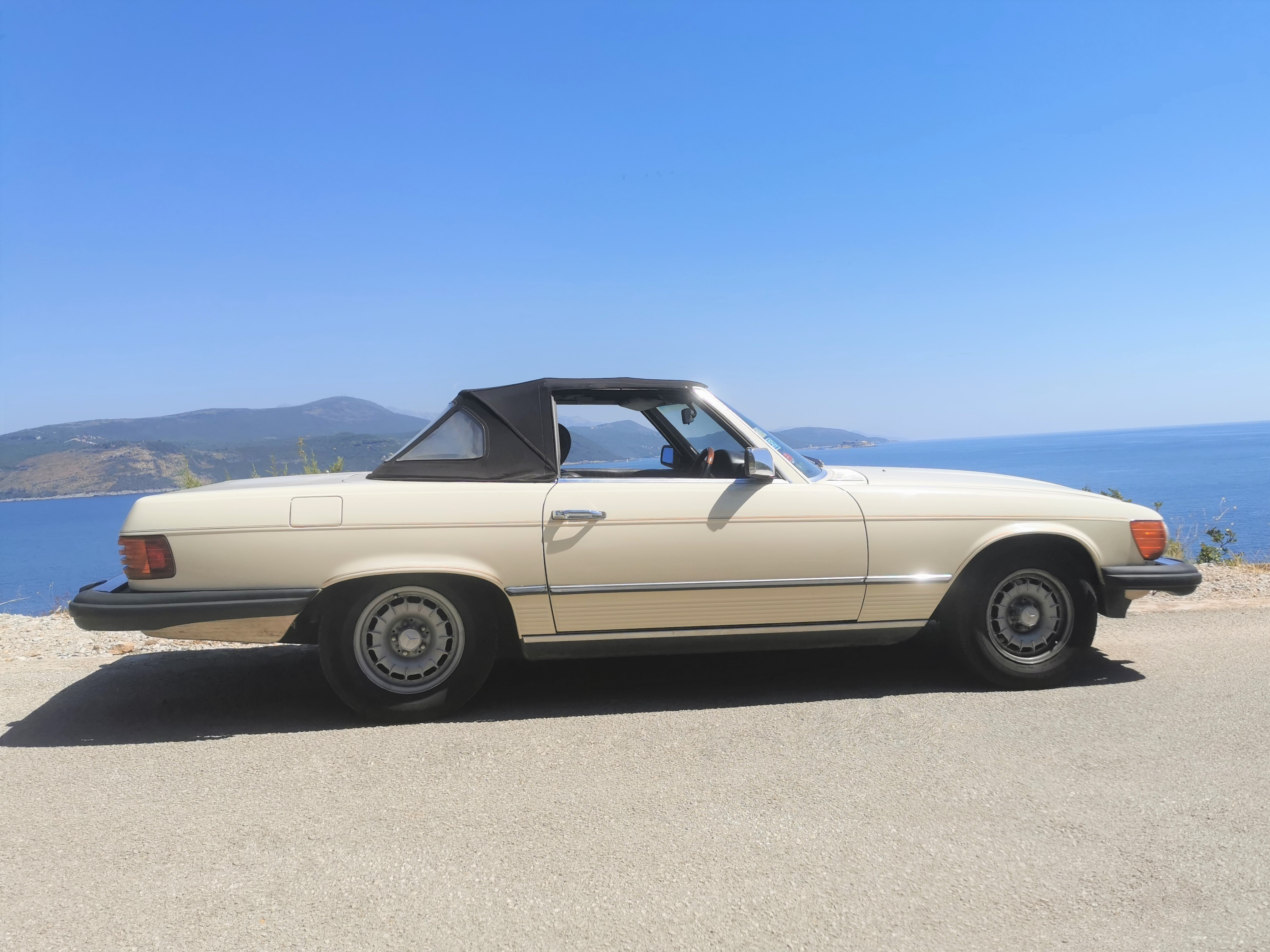
Mercedes Benz R107 na výletě v Boce Kotorské (Černá Hora)

Mercedes-Benz řady 107 (R107 a C107) se vyráběl v letech 1971–1989. Byla to druhá nejdéle vyráběná řada německé automobilky Mercedes-Benz po terénním voze Mercedes-Benz třídy G. Vozy se prodávaly pod modelovým označením SL (R107) and SLC (C107). Model R107 nahradil v roce 1972 Mercedes-Benz W113 třídy SL a roku 1989 byl sám nahrazen vozem Mercedes-Benz R129 třídy SL. Model SLC nahradil v roce 1971 Mercedes-Benz W111 a roku 1981 jej nahradil Mercedes-Benz W126 (C126) kupé třídy S.

## Historie
1968 - První prototyp vyjel k testům.
1970, listopad - Rozběh výroby pilotní série R107, úvodní model 350SL.
1971, červen - Rozběhnutí výroby předsérie C107.
1971, duben - Rozběhnutí výroby hlavní série R107.
1973, březen - Americký model 350SL 4,5 přeznačen na 450SL. Výkon redukován na 195 koní.
- V Evropě se začal nabízet 450SL. Výkon 225 koní.
- Motor M110 pohání 6válec 280 SL / SLC, ekonomická krize.

1975, květen - Představen model 450SLC 5,0. Sloužil jako testovací automobil pro novou generaci V8 motorů s hliníkovým blokem. Nejen pro vysokou maximální rychlost doplňoval odtokovou hranu zavazadelníku plastový spoiler. S výkonem 240 koní tvořil vrchol motorové palety.
1980, únor - Nabíhá výroba nové "hliníkové" generace motorů M116 a M117, modely 350 a 450 SL / SLC nahrazují 380 a 500 SL / SLC.
1980, září - Končí produkce řady kupé C107, modely SLC budou nahrazeny řadou odvozenou od sedanů W126.
1985, květen Obměna motorové palety:-
- Končí 6válec M110, nové modely 300SL ukrývají pod kapotou jednovačkový M103 o objemu 3 litry. Agregát o přibližně stejném výkonu disponuje příjemnějším průběhem kroutícího momentu.
- Motor 380 SL / SLC nahrazen objemnější jednotkou 4,2 litru a přeznačen odpovídajícím způsobem.
- Upraven motor o objemu 5 litrů.
- Výhradně pro vývoz, převážně do USA, uvedena 560 SL. Výkon redukován s ohledem na plnění limitů specifických trhů na 230 koní.

1989 - Po 18 letech končí výroba řady R107. Nahradí ji mnohem větší a sportovnější R129.